# Zeezoogdier

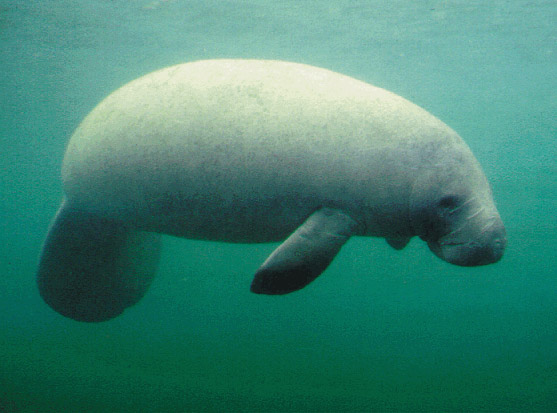
Caribische lamantijn (Trichechus manatus)

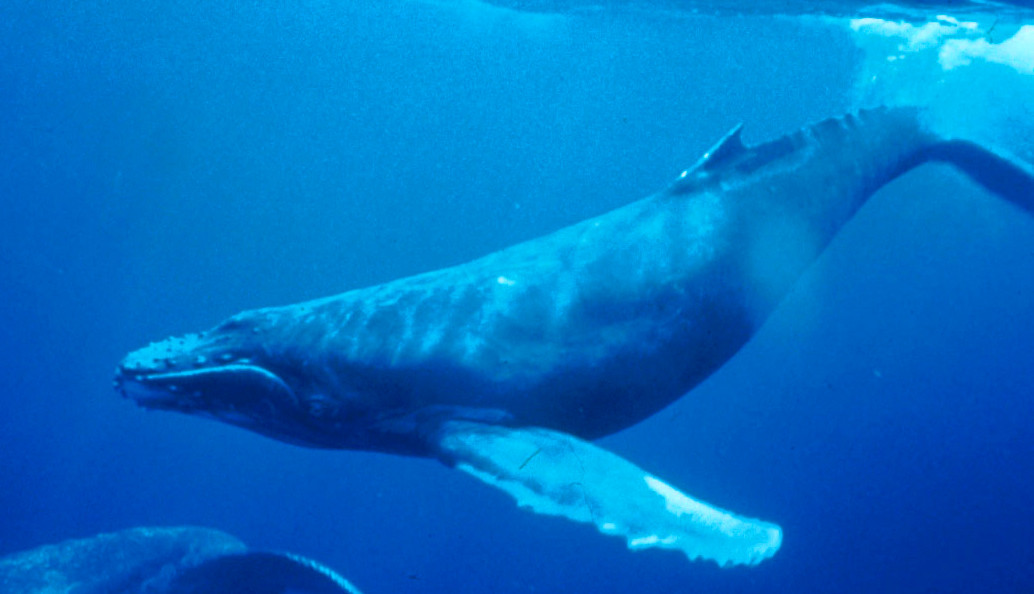
Bultrug (Megaptera novaeangliae)

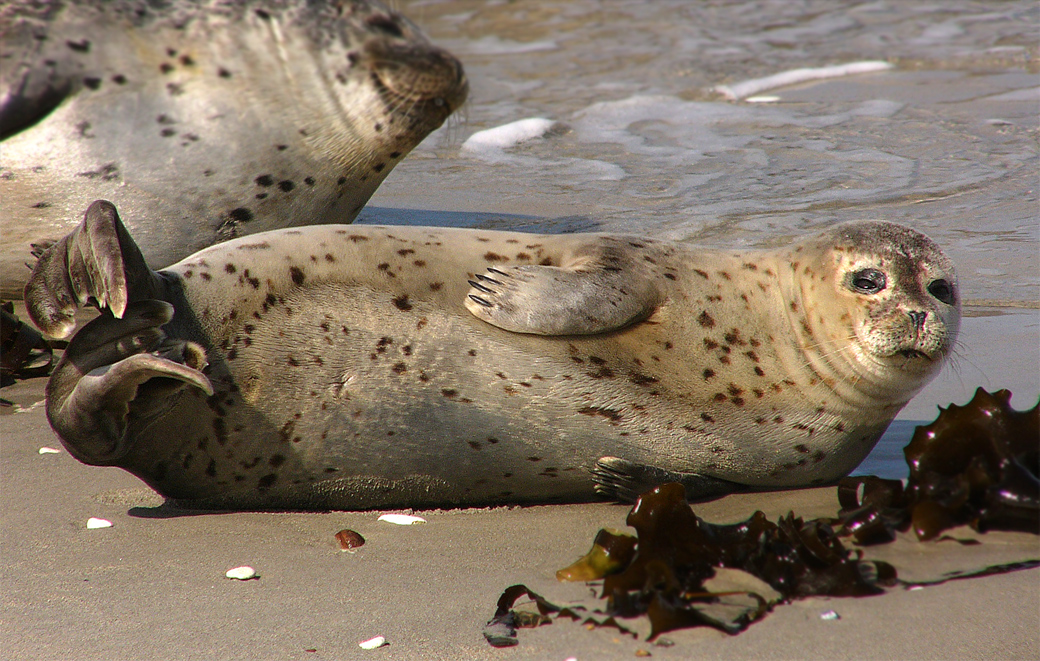
Gewone zeehond (Phoca vitulina)

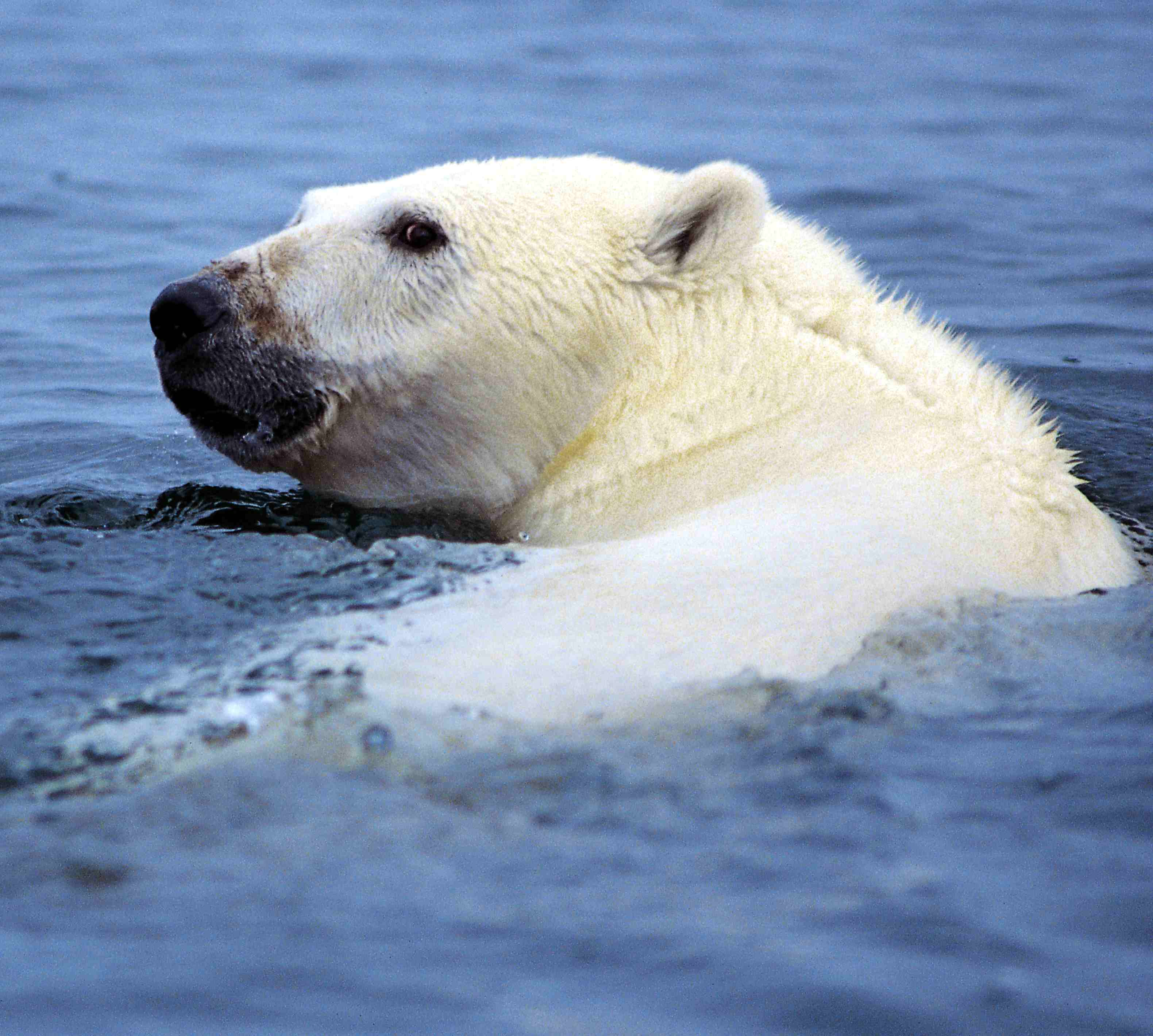
IJsbeer (Ursus maritimus)

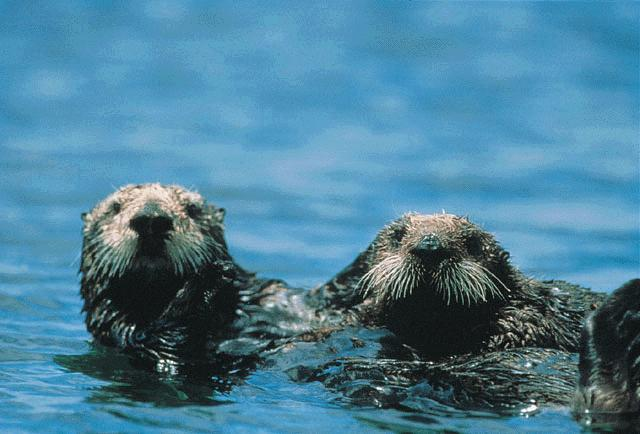
Zeeotter (Enhydra lutris)

Zeezoogdieren zijn zoogdieren die voornamelijk in de oceanen en zeeën voorkomen of daar hun voedsel betrekken. Zoogdieren ontwikkelden zich aan land, maar sommige zoogdieren ondergingen een evolutie tot zeedieren. Enkele zeezoogdieren, zoals de rivierdolfijnen en de Amazonelamantijn, leven niet in de zee maar hebben zich verder ontwikkeld tot rivierbewoners, die dus in zoet water leven.
De groep zeezoogdieren is divers, zonder gemeenschappelijke voorouder. Het gaat hier dus om convergente evolutie. Ze worden onderverdeeld in vijf groepen:
- De infraorde Cetacea (walvissen, dolfijnen en bruinvissen)
- De orde Sirenia (zeekoeien)
- De clade Pinnipedia (zeeroofdieren zoals zeehonden, zeeleeuwen en walrussen) in de onderorde Caniformia van de orde Carnivora
- De zeeotter (Enhydra lutris) en kustotter (Lontra felina) in de onderfamilie Lutrinae van de orde Carnivora
- De ijsbeer in de familie Ursidae van de orde Carnivora

## Verschillen
Omdat zeezoogdieren afstammen van landdieren, hebben ze een ruggengraat die geoptimaliseerd is voor lopen of rennen. Dat wil zeggen dat het vooral geschikt is voor op- en neerwaartse beweging, en minder voor zijwaartse beweging. Zeezoogdieren zwemmen daarom meestal door hun ruggengraat op en neer te bewegen, terwijl vissen zwemmen door hun ruggengraat zijwaarts te bewegen. Hiermee samenhangend hebben vissen meestal verticale staartvinnen, terwijl zeezoogdieren horizontale vinnen hebben.
Verdere verschillen tussen zeezoogdieren en andere zeedieren zijn:
- Zeezoogdieren ademen en moeten daarom regelmatig terug naar de oppervlakte, terwijl andere zeedieren meestal zuurstof uit het water onttrekken.
- Zeezoogdieren hebben beharing. Sommige soorten hebben een dikke vacht, andere soorten (vooral de Cetacea) hebben heel weinig of soms zelfs geen haar.
- Zeezoogdieren hebben zich aangepast aan hun koude omgeving. Ze hebben, anders dan andere zoogdieren, een lichaamstemperatuur die veel hoger is dan de omgeving. Ze hebben ook een dikke laag blubber om hun lichaam warm te houden, met uitzondering van zeeotters en ijsberen, die hun vacht en gedrag gebruiken om warm te blijven. Sommige zeezoogdieren hebben speciale lichaamsaanpassingen ontwikkeld om warm te blijven; ze maken bijvoorbeeld gebruik van het tegenstroomprincipe of luchtbubbels tussen de huid en het water.
- Zeezoogdieren zijn zoogdieren; ze leggen geen eieren. De bevruchting vindt inwendig plaats, jongen verblijven dus in de baarmoeder en worden geboren. De meeste zeezoogdieren krijgen meestal maar één jong tegelijkertijd. Na de geboorte voedt het jong zich met moedermelk dat meer dan 40% vet bevat om de groei van de blubberlaag te stimuleren.

## Bedreiging
Een aantal zeezoogdieren zijn ernstig bedreigd met uitsterven of zijn zelfs al uitgestorven. De walvissen en zeehonden zijn symbool geworden voor de bedreiging van diersoorten en de strijd door natuurbeschermers om de biodiversiteit te behouden.
In recente jaren is de ijsbeer een symbool geworden van de opwarming van de Aarde omdat deze soort naar verwachting zal uitsterven door het smelten van de ijskap in het noordelijk poolgebied. De Chinese vlagdolfijn (Lipotes vexillifer) in de Yangtze is een symbool geworden van de schade aan natuur en milieu door de razendsnel groeiende Chinese economie. De soort werd in 2007 door wetenschappers uitgestorven verklaard als gevolg van milieuvervuiling en habitatverlies door intens menselijk gebruik van de rivier, waaronder de Drieklovendam.
Zeezoogdieren die op de Belgische Rode Lijst en Nederlandse Rode Lijst vermeld staan zijn:
- Bruinvis (Phocoena phocoena) - bedreigd (Nederland)
- Gewone zeehond (Phoca vitulina) - ernstig bedreigd (België), kwetsbaar (Nederland)
- Grijze zeehond (Halichoerus grypus) - gevoelig (Nederland)
- Tuimelaar (Tursiops truncatus) - verdwenen (België), ernstig bedreigd (Nederland)